# لي وايلد
لي وايلد (بالإنجليزية: Lee Wilde)‏ هي ممثلة أمريكية، ولدت في 9 أكتوبر 1922 في سانت لويس الشرقية ‏ في الولايات المتحدة، وتوفيت في 8 سبتمبر 2015.

## وصلات خارجية
- لي وايلد على موقع IMDb (الإنجليزية)
- لي وايلد على موقع أول موفي (الإنجليزية)
- لي وايلد على موقع قاعدة بيانات الأفلام السويدية (السويدية)
- لي وايلد على موقع قاعدة بيانات الفيلم (الإنجليزية)
- لي وايلد على موقع كينوبويسك (الروسية)